# Kabupaten Empat Lawang
Kabupaten Empat Lawang är ett regentskap (kabupaten) i Indonesien.  Det ligger i provinsen Sumatera Selatan, i den västra delen av landet, 1 400 km nordväst om huvudstaden Jakarta. Antalet invånare (2020) är 333 622.
Regentskapet är indelat i 10 underdistrikt (kecamatan) som i sin tur är indelade i 147 byar (desa) och 9 "urbana byar" (kelurahan). 
Tropiskt regnskogsklimat råder i trakten. Årsmedeltemperaturen i trakten är 24 °C. Den varmaste månaden är juni, då medeltemperaturen är 26 °C, och den kallaste är januari, med 22 °C. Genomsnittlig årsnederbörd är 2 923 millimeter. Den regnigaste månaden är oktober, med i genomsnitt 432 mm nederbörd, och den torraste är juni, med 131 mm nederbörd.